# イェーツ (競走馬)
イェーツ (Yeats) とは、アイルランドの競走馬・種牡馬。主な勝ち鞍に2006年から2009年のゴールドカップ、2005年のコロネーションカップ、2007年のアイリッシュセントレジャー、2008年のロワイヤルオーク賞など。

## 経歴
- 特記事項なき場合、本節の出典はRacing Post[5]

2003年9月21日にカラ競馬場での未勝利戦でデビュー勝ちするが休養に入り、翌2004年春に復帰してバリサックスステークスとアイリッシュダービートライアルステークスに連勝し、バリサックスステークスで3頭立てながら10馬身差の圧勝だったことや、戦績が同じエイダン・オブライエン厩舎の先輩格であるガリレオ、ハイシャパラルに類似していたことも相まって、一時はダービーステークスの最有力候補にも挙げられていた。しかし、愛ダービートライアルステークス後に発症した筋肉痛が治まらないことから、ダービーステークスの出走は断念。そのまま1年にわたる長期休養を余儀なくされる。
2005年春、ムーアスブリッジステークスで2着となって初黒星を喫するも、続いて出走のコロネーションカップでアルカセットらを相手にG1初出走・初勝利を挙げた。しかし、続く3戦は勝てずじまいに終わる。なお当初は、コロネーションカップのタイトルを手土産にして種牡馬になる計画が存在したが、方針が変わって撤回されている。
2006年、初戦のゴールドカップを4馬身差で快勝。夏にはグッドウッドカップも制し、アイリッシュセントレジャー2着から出走のメルボルンカップでは1番人気に支持されるも日本から遠征のデルタブルースの7着に終わったが、同年のカルティエ賞欧州最優秀ステイヤーを受賞した。
2007年はヴィンテージクロップステークス、サヴァルベグステークスの2つのリステッド競走を制してゴールドカップに臨み、2連覇を達成。前年2着のアイリッシュセントレジャーもスコーピオンとの競り合いの末に制し、カドラン賞はドイツ馬ルミラクルの3着と取りこぼしたものの、2年連続でカルティエ賞欧州最優秀ステイヤーに選出された。
2008年もヴィンテージクロップステークスから始動して連覇達成ののち、ゴールドカップ3連覇を達成。夏にグッドウッドカップ2勝目を挙げ、カドラン賞は2年連続で敗退したが、ロワイヤルオーク賞を3番人気で勝って、3年連続のカルティエ賞欧州最優秀ステイヤーに選ばれた。
8歳となった2009年は、3年連続始動戦となったヴィンテージクロップステークスでは6着に終わったが、ゴールドカップで巻き返して史上初めての4連覇を達成。アイリッシュセントレジャーは最下位に終わるもカドラン賞で3着に入り、これが最後のレースとなった。この2009年、4年連続のカルティエ賞最優秀ステイヤーを受賞、これはカイフタラの3年連続を上回るものであった。
引退後はクールモアスタッドで種牡馬として繋養されている。

## 競走成績
以下の内容は、Racing Postの情報に基づく。
| 出走日     | 競馬場         | 競走名                | 格 | 距離     | 着順 | 騎手           | 着差      | 1着（2着）馬        |
| ---------- | -------------- | --------------------- | -- | -------- | ---- | -------------- | --------- | ------------------- |
| 2003.09.21 | カラ           | 未勝利                |    | 芝8f     | 1着  | M.キネーン     | 4馬身     | （Haratila）        |
| 2004.04.18 | レパーズタウン | バリサックスS         | G3 | 芝7f     | 1着  | J.スペンサー   | 10馬身    | （Dabiroun）        |
| 2004.05.09 | レパーズタウン | ダービートライアルS   | G2 | 芝10f    | 1着  | J.スペンサー   | 1 1/2馬身 | （Relaxed Gesture） |
| 2005.05.02 | カラ           | ムーアズブリッジS     | G3 | 芝10f    | 2着  | K.ファロン     | 6馬身     | Cairdeas            |
| 2005.06.03 | エプソム       | コロネーションC       | G1 | 芝12f10y | 1着  | K.ファロン     | 1 1/2馬身 | （Alkaased）        |
| 2005.06.26 | サンクルー     | サンクルー大賞        | G1 | 芝2400m  | 9着  | J.フォーチュン | 20馬身    | Alkaased            |
| 2005.09.17 | カラ           | 愛セントレジャー      | G1 | 芝14f    | 4着  | K.ファロン     | 1 1/2馬身 | Collier Hill        |
| 2005.10.23 | ウッドバイン   | カナディアン国際S     | G1 | 芝12f    | 6着  | K.ファロン     | 11馬身    | Relaxed Gesture     |
| 2006.06.22 | アスコット     | ゴールドC             | G1 | 芝20f    | 1着  | K.ファロン     | 4馬身     | （Reefscape）       |
| 2006.08.03 | グッドウッド   | グッドウッドC         | G2 | 芝16f    | 1着  | M.キネーン     | 5馬身     | （Geordieland）     |
| 2006.09.16 | カラ           | 愛セントレジャー      | G1 | 芝14f    | 2着  | K.ファロン     | 1/2馬身   | Kastoria            |
| 2006.11.17 | フレミントン   | メルボルンC           | G1 | 芝3200m  | 7着  | K.ファロン     | 8馬身     | Delta Blues         |
| 2007.04.29 | ナヴァン       | ヴィンテージクロップS | L  | 芝13f    | 1着  | J.ヘファーナン | 5馬身     | （Reform Act）      |
| 2007.05.30 | レパーズタウン | サヴァルベグS         | L  | 芝14f    | 1着  | J.ヘファーナン | 6馬身     | （Mutakarrim）      |
| 2007.06.21 | アスコット     | ゴールドC             | G1 | 芝20f    | 1着  | M.キネーン     | 1 1/2馬身 | （Geordieland）     |
| 2007.09.15 | カラ           | 愛セントレジャー      | G1 | 芝14f    | 1着  | K.ファロン     | 1/2馬身   | （Scorpion）        |
| 2007.10.07 | ロンシャン     | カドラン賞            | G1 | 芝4000m  | 3着  | K.ファロン     | 3馬身     | Le Miracle          |
| 2008.04.27 | ナヴァン       | ヴィンテージクロップS | L  | 芝13f    | 1着  | J.ヘファーナン | 3/4馬身   | （Red Moloney）     |
| 2008.06.19 | アスコット     | ゴールドC             | G1 | 芝20f    | 1着  | J.ムルタ       | 5馬身     | （Geordieland）     |
| 2008.07.31 | グッドウッド   | グッドウッドC         | G2 | 芝16f    | 1着  | J.ムルタ       | 7馬身     | （Tungsten Strike） |
| 2008.10.04 | ロンシャン     | カドラン賞            | G1 | 芝4000m  | 5着  | J.ムルタ       | 5 1/2馬身 | Bannaby             |
| 2008.10.26 | ロンシャン     | ロワイヤルオーク賞    | G1 | 芝3100m  | 1着  | J.ムルタ       | 1 1/2馬身 | （Allegretto）      |
| 2009.04.26 | ナヴァン       | ヴィンテージクロップS | L  | 芝13f    | 6着  | J.ヘファーナン | 32馬身    | Alandi              |
| 2009.06.18 | アスコット     | ゴールドC             | G1 | 芝20f    | 1着  | J.ムルタ       | 3 1/2馬身 | （Patkai）          |
| 2009.09.12 | カラ           | 愛セントレジャー      | G1 | 芝14f    | 8着  | J.ヘファーナン | 60馬身    | Alandi              |
| 2009.10.04 | ロンシャン     | カドラン賞            | G1 | 芝4000m  | 3着  | J.ムルタ       | 1 1/2馬身 | Alandi              |

## 血統表
| イェーツの血統              | イェーツの血統                  | イェーツの血統       | （血統表の出典）     | （血統表の出典） |
| 父系                        | サドラーズウェルズ系            | サドラーズウェルズ系 | サドラーズウェルズ系 | [ § 2 ]          |
| 父 Sadler's Wells 1981 鹿毛 | 父の父Northern Dancer 1961 鹿毛 | Nearctic             | Nearco               | Nearco           |
| 父 Sadler's Wells 1981 鹿毛 | 父の父Northern Dancer 1961 鹿毛 | Nearctic             | Lady Angela          |                  |
| 父 Sadler's Wells 1981 鹿毛 | 父の父Northern Dancer 1961 鹿毛 | Natalma              | Native Dancer        | Native Dancer    |
| 父 Sadler's Wells 1981 鹿毛 | 父の父Northern Dancer 1961 鹿毛 | Natalma              | Almahmoud            |                  |
| 父 Sadler's Wells 1981 鹿毛 | 父の母Fairy Bridge 1975 鹿毛    | Bold Reason          | Hail to Reason       | Hail to Reason   |
| 父 Sadler's Wells 1981 鹿毛 | 父の母Fairy Bridge 1975 鹿毛    | Bold Reason          | Lalun                |                  |
| 父 Sadler's Wells 1981 鹿毛 | 父の母Fairy Bridge 1975 鹿毛    | Special              | Forli                | Forli            |
| 父 Sadler's Wells 1981 鹿毛 | 父の母Fairy Bridge 1975 鹿毛    | Special              | Thong                |                  |
| 母 Lyndonville 1988 鹿毛    | 母の父Top Ville 1976 鹿毛       | High Top             | Derring-Do           | Derring-Do       |
| 母 Lyndonville 1988 鹿毛    | 母の父Top Ville 1976 鹿毛       | High Top             | Camanae              |                  |
| 母 Lyndonville 1988 鹿毛    | 母の父Top Ville 1976 鹿毛       | Sega Ville           | Charlottesville      | Charlottesville  |
| 母 Lyndonville 1988 鹿毛    | 母の父Top Ville 1976 鹿毛       | Sega Ville           | La Sega              |                  |
| 母 Lyndonville 1988 鹿毛    | 母の母Diamond Land 1978 黒鹿毛  | Sparkler             | Hard Tack            | Hard Tack        |
| 母 Lyndonville 1988 鹿毛    | 母の母Diamond Land 1978 黒鹿毛  | Sparkler             | Diamond Spur         |                  |
| 母 Lyndonville 1988 鹿毛    | 母の母Diamond Land 1978 黒鹿毛  | Canaan               | Santa Claus          | Santa Claus      |
| 母 Lyndonville 1988 鹿毛    | 母の母Diamond Land 1978 黒鹿毛  | Canaan               | Rustic Bridge        |                  |
| 母系(F-No.)                 | (FN:1-m)                        | (FN:1-m)             | (FN:1-m)             | [ § 3 ]          |
| 5代内の近親交配             | なし                            | なし                 | なし                 | [ § 4 ]          |
| 出典                        | 1. 2. 3. 4.                     | 1. 2. 3. 4.          | 1. 2. 3. 4.          | 1. 2. 3. 4.      |

- 半兄にツクバシンフォニー（エプソムカップ）、近親にアルカサル（ロワイヤルオーク賞）[26]